# Kanadyjski Narodowy Kościół Katolicki
Kanadyjski Narodowy Kościół Katolicki – kościół starokatolicki, będący wiodącym członkiem Światowej Rady Narodowych Kościołów Katolickich. Kościół działa na terenie Kanady, jego zwierzchnikiem jest biskup prymas Ante Marian Nikolic, rezydujący w Toronto. Kościół wywodzi się z Polskiego Narodowego Katolickiego Kościoła.

## Nauka Kościoła
Doktryna Starokatolicka opiera się na nauce niepodzielonego Kościoła Powszechnego pierwszych wieków, ujętej w ustaleniach Soborów Ekumenicznych. Starokatolicy najwyższą cześć oddają Bogu, wyznają wiarę w realną obecność ciała i krwi pańskiej w Eucharystii, zaś komunia jest udzielana pod dwiema postaciami: chleba i wina. Eucharystia nie jest w starokatolicyzmie powtórzeniem ofiary Chrystusa, a jej upamiętnieniem czy też uobecnieniem. W starokatolicyzmie istnieje również kult Maryi Panny, jednak odrzucany jest dogmat o jej Niepokalanym Poczęciu i Wniebowzięciu, zniesione zostały dogmaty przyjęte przez Kościół zachodni po rozłamie z Kościołem wschodnim. Starokatolicy oddają cześć także aniołom, apostołom, męczennikom i świętym. Kościół umożliwia spowiedź w konfesjonale, ale wiernym odpuszcza się grzechy także w trakcie mszy podczas spowiedzi powszechnej. Kościoły starokatolickie nie uznają nieomylności i władzy papieży. Apostolsko-Episkopalny Kościół Portugalii całkowicie sprzeciwia się udzielaniu święceń kapłańskim kobiet oraz błogosławieństwu parom homoseksualnym.

## Duchowni
Duchownym Kościoła starokatolickiego może być mężczyzna, który ukończył odpowiednie wyższe studia teologiczne na uniwersytecie oraz zdał Egzamin Kościelny dopuszczający do święceń. Biskupem w Kościele starokatolickim może być kapłan wybrany przez Synod Ogólnokrajowy, konsekrowany przez przynajmniej trzech biskupów. Kapłanów nie obowiązuje celibat. W Kościele obowiązują stroje liturgiczne podobne jak w Kościele rzymskokatolickim.